# Präsidium des 19. Deutschen Bundestages

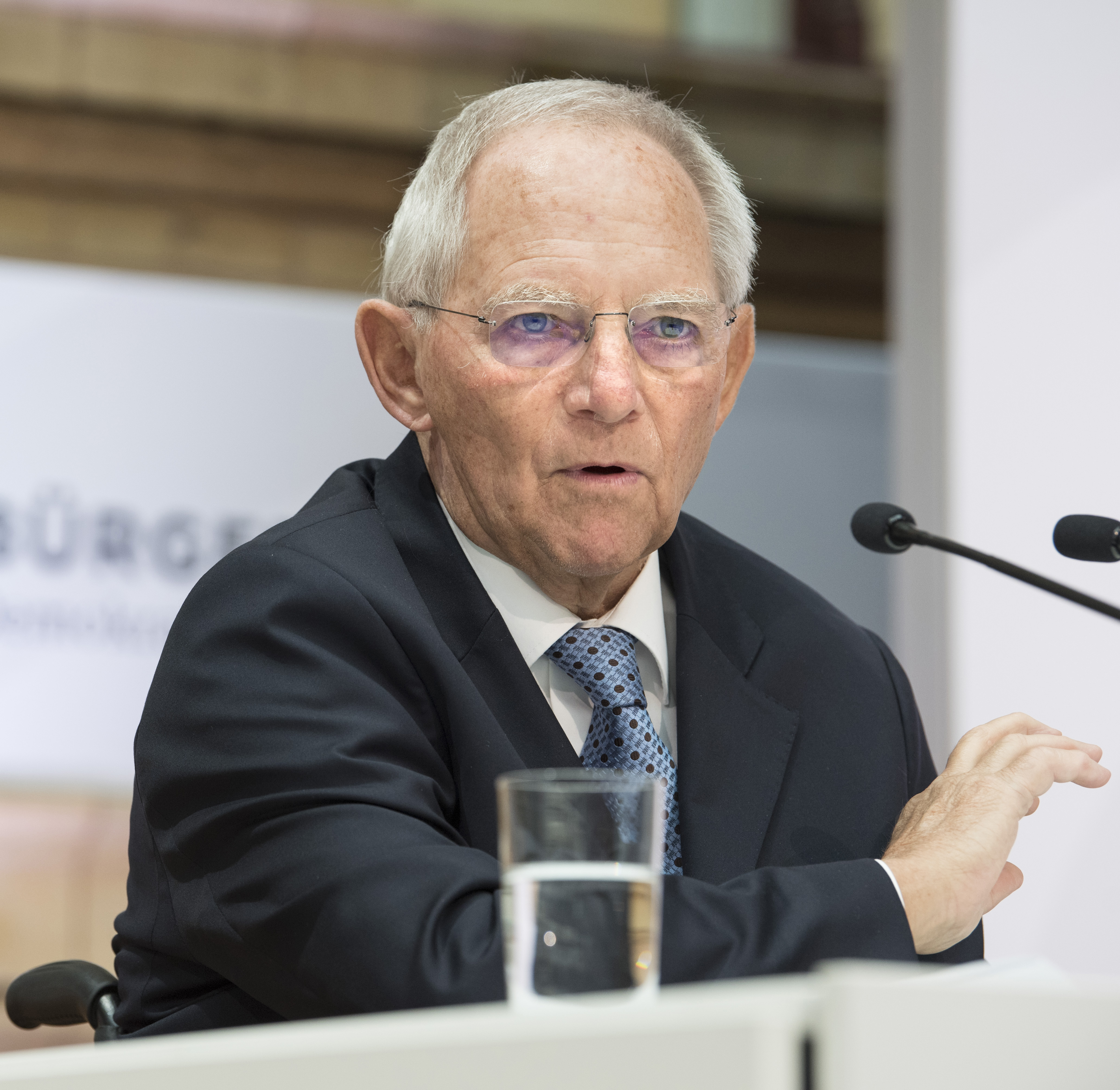
Wolfgang Schäuble, Präsident des Bundestags (2017–2021)

Das Präsidium des 19. Deutschen Bundestages bestand aus dem Bundestagspräsidenten Wolfgang Schäuble (CDU) sowie am Ende der Wahlperiode aus den fünf Stellvertretern Hans-Peter Friedrich (CSU), Dagmar Ziegler (SPD), Petra Pau (Die Linke), Wolfgang Kubicki (FDP) und Claudia Roth (Bündnis 90/Die Grünen). Bis zu seinem Tod am 25. Oktober 2020 gehörte Thomas Oppermann (SPD) als Bundestagsvizepräsident dem Präsidium an. Am 26. November 2020 wurde Ziegler als seine Nachfolgerin gewählt.

## Wahl des Präsidenten des Bundestages
Die Wahl des Bundestagspräsidenten fand in der konstituierenden Sitzung des am 24. September 2017 neu gewählten Bundestags am 24. Oktober 2017 statt. Den Wahlvorgang leitete der Alterspräsident Hermann Otto Solms (FDP). Der eigentliche Alterspräsident nach Jahren im Bundestag, Wolfgang Schäuble, hatte auf das Amt verzichtet, da wahrscheinlich war, dass er zum Bundestagspräsident gewählt werden würde.
Da die Union nach der Bundestagswahl weiterhin die stärkste Fraktion stellte, hatte sie traditionell das Recht, den Bundestagspräsidenten zu stellen. Die Unionsfraktion schlug den bisherigen Bundesfinanzminister Wolfgang Schäuble vor. Dieser erhielt 501 der 704 abgegebenen gültigen Stimmen, was 71,16 % entsprach, bei 173 Gegenstimmen, 30 Enthaltungen und einer ungültigen Stimme.

## Wahl der Vizepräsidenten
Der Wahl der Vizepräsidenten ging wie schon vier Jahre zuvor einer Abstimmung über die Zahl der Vizepräsidenten voraus. Jeder Fraktion wurde ein Vizepräsident zugebilligt; die Anzahl wurde auf sechs festgelegt. Wie zuvor wurden die Vizepräsidenten in geheimer Abstimmung gewählt, jedoch in einem zusammengefassten Wahlgang. Es kandidierten die bisherigen Vizepräsidentinnen Petra Pau (Die Linke) und Claudia Roth (Bündnis 90/Die Grünen). Neu kandidierten Thomas Oppermann (SPD), Hans-Peter Friedrich (CSU), Wolfgang Kubicki (FDP) und Albrecht Glaser (AfD).

### Ergebnis der Wahl der Vizepräsidenten am 24. Oktober 2017

#### Erster Wahlgang
| Kandidat                             | Ja  | Nein | Enthaltungen | Ungültig |
| ------------------------------------ | --- | ---- | ------------ | -------- |
| Hans-Peter Friedrich (CSU)           | 507 | 112  | 82           | 2        |
| Claudia Roth (Bündnis 90/Die Grünen) | 489 | 166  | 45           | 3        |
| Wolfgang Kubicki (FDP)               | 489 | 100  | 111          | 3        |
| Petra Pau (Die Linke)                | 456 | 187  | 54           | 6        |
| Thomas Oppermann (SPD)               | 396 | 220  | 82           | 6        |
| Albrecht Glaser (AfD)                | 115 | 550  | 26           | 12       |

Damit waren Petra Pau, Claudia Roth, Thomas Oppermann, Hans-Peter Friedrich und Wolfgang Kubicki zu Bundestagsvizepräsidenten gewählt.

#### Zweiter Wahlgang
Da Albrecht Glaser im ersten Wahlgang nicht zum Bundestagsvizepräsidenten gewählt wurde, beantragte die AfD einen zweiten Wahlgang. Es wurden 697 Stimmen abgegeben.
| Kandidat              | Ja  | Anteil  | Nein | Enthaltungen | Ungültig |
| --------------------- | --- | ------- | ---- | ------------ | -------- |
| Albrecht Glaser (AfD) | 123 | 17,67 % | 549  | 24           | 1        |

#### Dritter Wahlgang
Da Albrecht Glaser auch im zweiten Wahlgang nicht zum Bundestagsvizepräsidenten gewählt wurde, beantragte die AfD-Fraktion durch ihren parlamentarischen Geschäftsführer Bernd Baumann einen dritten Wahlgang. Im dritten Wahlgang wäre Albrecht Glaser gewählt worden, wenn er eine relative Mehrheit der Stimmen erhalten hätte. Enthaltungen dabei blieben unberücksichtigt. Es wurden 685 Stimmen abgegeben.
| Kandidat              | Ja  | Anteil  | Nein | Enthaltungen | Ungültig |
| --------------------- | --- | ------- | ---- | ------------ | -------- |
| Albrecht Glaser (AfD) | 114 | 16,64 % | 545  | 26           | 0        |

Albrecht Glaser wurde somit in allen drei Wahlgängen abgelehnt. Er hätte nur mit Zustimmung des Ältestenrates in einem vierten Wahlgang antreten können. Am 18. Januar 2018 entschied der Ältestenrat, eine weitere Kandidatur Glasers nicht zuzulassen.

### Weitere Wahlgänge 2018 bis 2021
In weiteren Wahlgängen wurden die AfD-Fraktionsmitglieder Mariana Harder-Kühnel, Gerold Otten, Paul Podolay, Karsten Hilse und Harald Weyel jeweils dreimal abgelehnt.
Am 26. November 2020 wurde Dagmar Ziegler (SPD) als Nachfolgerin des verstorbenen Thomas Oppermann gewählt. Der gleichzeitig und auch zu späteren Zeitpunkten erneut antretende Kandidat der AfD Harald Weyel wurde abgelehnt. Damit gab es im Laufe der Legislaturperiode insgesamt 18 vergebliche Versuche, den Posten der AfD im Präsidium zu besetzen. Am 11. August 2021 scheiterte die Partei beim Bundesverfassungsgericht mit einem diesbezüglichen Eilantrag.
Die AfD-Fraktion hatte sich im Wege des Organstreits dagegen gewandt, dass keiner der von ihr vorgeschlagenen Abgeordneten zum Stellvertreter des Präsidenten des 19. Deutschen Bundestages gewählt worden ist und dass der Deutsche Bundestag keine prozeduralen Vorkehrungen zum Schutz vor einer Nichtwahl aus sachwidrigen Gründen geschaffen hatte; dieses erklärte das Bundesverfassungsgericht am 22. März 2022 als offensichtlich unbegründet (Az. 2 BvE 9/20).
| Datum              | Name                  | Partei | Wahlgang | abgegebene Stimmen | benötigte Mehrheit | Ja  | Nein | Enthaltungen | ungültige Stimmen |
| ------------------ | --------------------- | ------ | -------- | ------------------ | ------------------ | --- | ---- | ------------ | ----------------- |
| 29. November 2018  | Mariana Harder-Kühnel | AfD    | 1.       | 654                | 355                | 223 | 387  | 44           | 0                 |
| 13. Dezember 2018  | Mariana Harder-Kühnel | AfD    | 2.       | 659                | 355                | 241 | 377  | 41           | 0                 |
| 04. April 2019     | Mariana Harder-Kühnel | AfD    | 3.       | 665                | 312                | 199 | 423  | 43           | 0                 |
| 11. April 2019     | Gerold Otten          | AfD    | 1.       | 634                | 355                | 210 | 393  | 31           | 0                 |
| 16. Mai 2019       | Gerold Otten          | AfD    | 2.       | 631                | 355                | 205 | 399  | 26           | 1                 |
| 06. Juni 2019      | Gerold Otten          | AfD    | 3.       | 667                | 319                | 211 | 426  | 30           | 0                 |
| 26. September 2019 | Paul Podolay          | AfD    | 1.       | 645                | 355                | 214 | 397  | 33           | 1                 |
| 07. November 2019  | Paul Podolay          | AfD    | 2.       | 638                | 355                | 189 | 430  | 19           | 0                 |
| 12. Dezember 2019  | Paul Podolay          | AfD    | 3.       | 631                | 298                | 197 | 397  | 36           | 1                 |
| 16. Januar 2020    | Karsten Hilse         | AfD    | 1.       | 657                | 355                | 154 | 473  | 30           | 0                 |
| 05. März 2020      | Karsten Hilse         | AfD    | 2.       | 644                | 355                | 120 | 509  | 15           | 0                 |
| 07. Mai 2020       | Karsten Hilse         | AfD    | 3.       | 656                | 316                | 129 | 501  | 26           | 0                 |
| 26. November 2020  | Dagmar Ziegler        | SPD    | 1.       | 657                | 355                | 536 | 83   | 18           | 0                 |
| 26. November 2020  | Harald Weyel          | AfD    | 1.       | 657                | 355                | 104 | 528  | 25           | 0                 |
| 15. April 2021     | Harald Weyel          | AfD    | 2.       | 638                | 355                | 104 | 517  | 17           | 0                 |
| 10. Juni 2021      | Harald Weyel          | AfD    | 3.       | 651                | 317                | 101 | 531  | 19           | 0                 |